# Káto Loutró
Káto Loutró är en ort i Grekland.   Den ligger i prefekturen Nomós Korinthías och regionen Peloponnesos, i den centrala delen av landet, 100 km väster om huvudstaden Aten. Káto Loutró ligger 22 meter över havet och antalet invånare är 394.
Terrängen runt Káto Loutró är varierad. Havet är nära Káto Loutró åt nordost.  Runt Káto Loutró är det ganska glesbefolkat, med 40 invånare per kvadratkilometer. Närmaste större samhälle är Xylókastro, 6,9 km öster om Káto Loutró. 